# Curly coated retriever
Curly coated retriever er en hunderace fra Storbritannien. Ligesom andre retrievere er den en apporterende jagthund.